# خانه ساندرینگهام

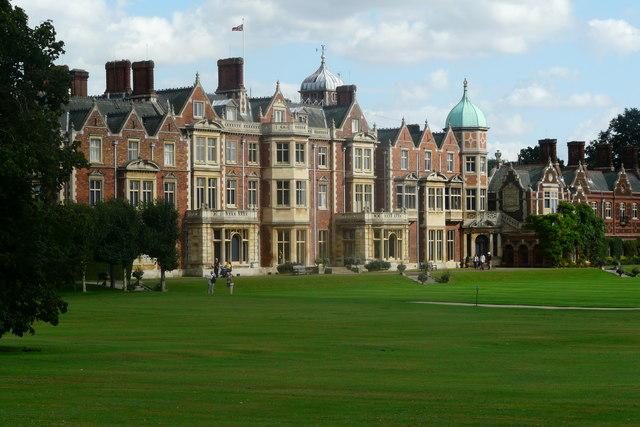
خانه ساندرینگهام در روستای ساندرینگهام در نورفک انگلستان

خانه ساندرینگهام (به انگلیسی: Sandringham House) یک اقامتگاه خانواده سلطنتی بریتانیا است. این خانه و قلعه بالمورال، اقامت‌گاه‌های خصوصی و از اموال خانوادگی پادشاه بریتانیا هستند که شاه چارلز سوم مالک شخصی آن‌ها محسوب می‌شود.
مساحت این خانه ۸۱۰۰ هکتار است که در زمینی در نزدیکی روستای ساندرینگهام در نورفک انگلستان است.

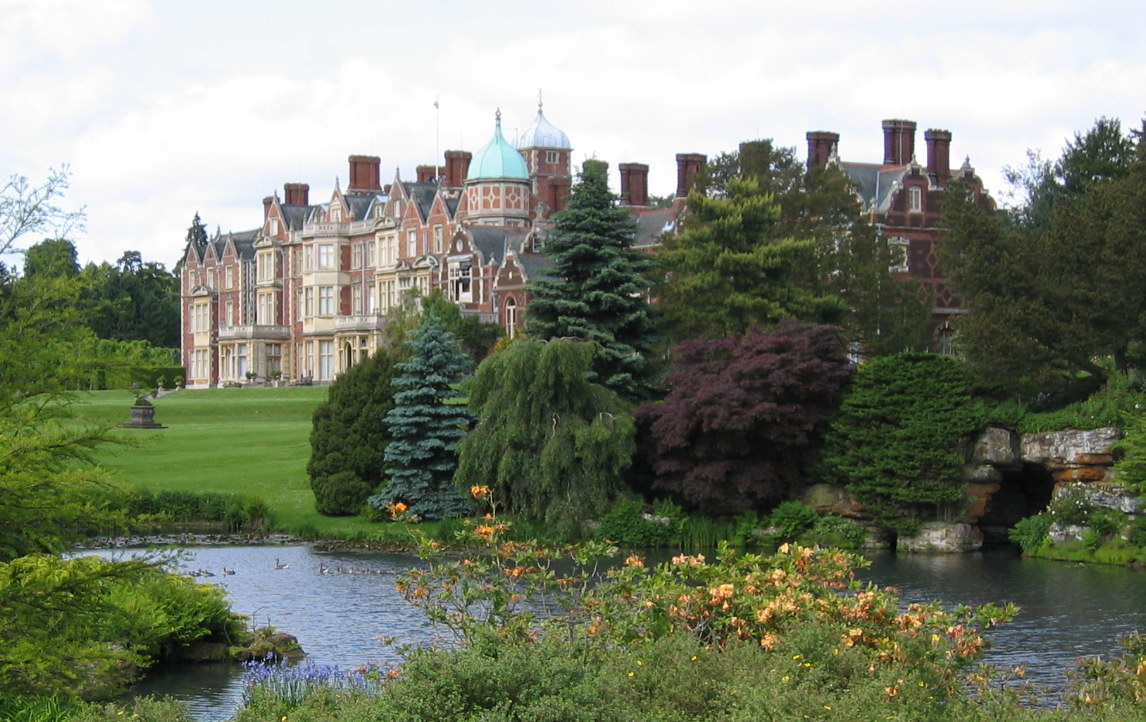
خانه ساندرینگهام، اقامت‌گاه خصوصی و از اموال شخصی چارلز سوم است که به او از خانواده‌اش ارث رسیده‌است.